# Vespaegeria typica
Vespaegeria typica är en fjärilsart som beskrevs av Embrik Strand 1912. Vespaegeria typica ingår i släktet Vespaegeria och familjen glasvingar. Inga underarter finns listade i Catalogue of Life.